# Bernsteiner Gebirge
Bernsteiner Gebirge är en bergskedja i Österrike. Den ligger i den östra delen av landet, 90 kilometer söder om huvudstaden Wien.
I omgivningarna runt Bernsteiner Gebirge växer i huvudsak blandskog. Runt Bernsteiner Gebirge är det ganska tätbefolkat, med 72 invånare per kvadratkilometer.